# Alfa Romeo 179
Alfa Romeo 179 je dirkalnik Formule 1 Alfe Romeo, ki je bil s svojimi izboljšavami 179B, 179C in 179D v uporabi med sezonama 1979 in 1982. Skupaj je sodeloval na 63-it dirkah, dosegel en najboljši štartni položaj na Veliki nagradi ZDA v sezoni 1980, najboljšo uvrstitev pa je dosegel Bruno Giacomelli s tretjim mestom na Veliki nagradi Las Vegasa v sezoni 1981.
| Model           | Št. dirk | Sezone      | Debi                             | Zadnja dirka                     |
| --------------- | -------- | ----------- | -------------------------------- | -------------------------------- |
| Alfa Romeo 179  | 30       | 1979 - 1980 | Velika nagrada Italije 1979      | Velika nagrada ZDA 1980          |
| Alfa Romeo 179B | 2        | 1981        | Velika nagrada Avstrije 1981     | Velika nagrada Nizozemske 1981   |
| Alfa Romeo 179C | 24       | 1981        | Velika nagrada zahodnih ZDA 1981 | Velika nagrada Las Vegasa 1981   |
| Alfa Romeo 179D | 6        | 1981 - 1982 | Velika nagrada Avstrije 1981     | Velika nagrada Južne Afrike 1982 |

## Popolni rezultati Formule 1
(legenda) (Odebeljene dirke pomenijo najboljši štartni položaj)
| Leto | Moštvo                   | Motor               | Gumee | Dirkači            | 1    | 2   | 3    | 4    | 5   | 6   | 7    | 8   | 9   | 10  | 11  | 12  | 13  | 14  | 15  | 16  | Toč | Prv |
| ---- | ------------------------ | ------------------- | ----- | ------------------ | ---- | --- | ---- | ---- | --- | --- | ---- | --- | --- | --- | --- | --- | --- | --- | --- | --- | --- | --- |
| 1979 | Autodelta                | Alfa Romeo 1260 V12 | G     |                    | ARG  | BRA | JAR  | ZZDA | ŠPA | BEL | MON  | FRA | VB  | NEM | AVT | NIZ | ITA | KAN | ZDA |     | 0   | 13. |
| 1979 | Autodelta                | Alfa Romeo 1260 V12 | G     | Bruno Giacomelli   |      |     |      |      |     |     |      |     |     |     |     |     | Ret |     | Ret |     | 0   | 13. |
| 1979 | Autodelta                | Alfa Romeo 1260 V12 | G     | Vittorio Brambilla |      |     |      |      |     |     |      |     |     |     |     |     |     | Ret | DNQ |     | 0   | 13. |
| 1980 | Marlboro Team Alfa Romeo | Alfa Romeo 1260 V12 | G     |                    | ARG  | BRA | JAR  | ZZDA | BEL | MON | FRA  | VB  | NEM | AVT | NIZ | ITA | KAN | ZDA |     |     | 11  | 8.  |
| 1980 | Marlboro Team Alfa Romeo | Alfa Romeo 1260 V12 | G     | Andrea de Cesaris  |      |     |      |      |     |     |      |     |     |     |     |     | Ret | Ret |     |     | 11  | 8.  |
| 1980 | Marlboro Team Alfa Romeo | Alfa Romeo 1260 V12 | G     | Bruno Giacomelli   | 5    | 13  | Ret  | Ret  | Ret | Ret | Ret  | Ret | 5   | Ret | Ret | Ret | Ret | Ret |     |     | 11  | 8.  |
| 1980 | Marlboro Team Alfa Romeo | Alfa Romeo 1260 V12 | G     | Vittorio Brambilla |      |     |      |      |     |     |      |     |     |     | Ret | Ret |     |     |     |     | 11  | 8.  |
| 1980 | Marlboro Team Alfa Romeo | Alfa Romeo 1260 V12 | G     | Patrick Depailler  | Ret  | Ret | NC   | Ret  | Ret | Ret | Ret  | Ret |     |     |     |     |     |     |     |     | 11  | 8.  |
| 1981 | Marlboro Team Alfa Romeo | Alfa Romeo 1260 V12 | M     |                    | ZZDA | BRA | ARG  | SMR  | BEL | MON | ŠPA  | FRA | VB  | NEM | AVT | NIZ | ITA | KAN | LVE |     | 10  | 9.  |
| 1981 | Marlboro Team Alfa Romeo | Alfa Romeo 1260 V12 | M     | Mario Andretti     | 4    | Ret | 8    | Ret  | 10  | Ret | 8    | 8   | Ret | 9   | Ret | Ret | Ret | 7   | Ret |     | 10  | 9.  |
| 1981 | Marlboro Team Alfa Romeo | Alfa Romeo 1260 V12 | M     | Bruno Giacomelli   | Ret  | NC  | 10   | Ret  | 9   | Ret | 10   | 15  | Ret | 15  | Ret | Ret | 8   | 4   | 3   |     | 10  | 9.  |
| 1982 | Marlboro Team Alfa Romeo | Alfa Romeo 1260 V12 | M     |                    | JAR  | BRA | ZZDA | SMR  | BEL | MON | VZDA | KAN | NIZ | VB  | FRA | NEM | AVT | ŠVI | ITA | LVE | 7   | 10. |
| 1982 | Marlboro Team Alfa Romeo | Alfa Romeo 1260 V12 | M     | Andrea de Cesaris  | 13   |     |      |      |     |     |      |     |     |     |     |     |     |     |     |     | 7   | 10. |
| 1982 | Marlboro Team Alfa Romeo | Alfa Romeo 1260 V12 | M     | Bruno Giacomelli   | 11   |     |      |      |     |     |      |     |     |     |     |     |     |     |     |     | 7   | 10. |